# Nueve de Julio (município)

Nueve de Julio é um partido (município) da província de Buenos Aires, na Argentina. Possuía, de acordo com estimativa de 2019, 48.721 habitantes.